# Lestodiplosis achilleae
Lestodiplosis achilleae är en tvåvingeart som beskrevs av Barnes 1928. Lestodiplosis achilleae ingår i släktet Lestodiplosis och familjen gallmyggor. Inga underarter finns listade i Catalogue of Life.